# Mery per sempre
Mery per sempre è un film del 1989 diretto da Marco Risi.
Tratto dall'omonimo romanzo di Aurelio Grimaldi, il film è ambientato in un carcere minorile palermitano. Il titolo prende spunto dalla storia di Mery Libassi, una prostituta transgender che viene arrestata per aver ferito un suo cliente. L'opera ha vinto l'Efebo d'oro nel 1989 come miglior regia e il Ciak d'oro nel 1990 come miglior film.

## Trama
Palermo. Il professor Marco Terzi, appena trasferito da Milano, accetta il poco ambito incarico di docente al carcere minorile Rosaspina ispirato al vero carcere di Malaspina, in attesa del trasferimento in un liceo di Palermo. Il primo impatto con gli allievi è particolarmente duro perché i ragazzi vedono in lui un'espressione di potere.
Ciascuno di essi ha dietro di sé una storia amara: Natale, soprannominato Minchiadura, è il più grande ed è imputato per l'omicidio degli assassini di suo padre, si reputa un duro ed è il leader dei detenuti. Spiccano anche Antonio, accusato di rapina a mano armata, Matteo, arrestato per detenzione e spaccio di stupefacenti, Giovanni detto King Kong e il giovanissimo Claudio, entrambi detenuti per furto con scasso, il recidivo Pietro, catturato dopo un inseguimento scaturito dal furto di uno stereo, e infine Mary (il cui nome anagrafico è Mario), una giovane transgender detestata dai fratelli e dal padre finita in carcere per aver ferito un cliente violento. Poco alla volta, il professore riesce a conquistare tutti i ragazzi, sia sul piano didattico che su quello umano, mitigando persino l'arroganza di Natale e il comportamento esuberante e molesto di Mery.
Purtroppo l'equilibrio creatosi viene improvvisamente turbato dal trasferimento di Claudio presso un altro istituto dopo che quest'ultimo si è ribellato alle molestie sessuali di Carmelo, e dalla fuga di Pietro che trova rifugio proprio a casa di Terzi: morirà in ospedale, con accanto il professore (che ormai è l’unica persona di cui riesce a fidarsi) dopo essere stato gravemente ferito in un conflitto a fuoco durante un tentativo di rapina. L'insegnante, sconvolto, si presenta allora nella camerata dei giovani detenuti, divenuti ultimamente ostili a causa delle decisioni del direttore della struttura che, ritenendo Terzi responsabile indiretto di questi episodi, ha deciso di punire per ritorsione tutti i ragazzi, rendendo ancora più opprimenti le loro giornate. Il professore, raccontando ai giovani detenuti della fine tragica del loro compagno e invitandoli a non farsi trascinare in basso come lui dal sistema, riesce a riacquistare il loro rispetto.
Il film si conclude con l'arrivo della lettera di trasferimento indirizzata al professor Terzi, assegnato a una scuola superiore come aveva inizialmente desiderato. L'insegnante, però, la straccerà di fronte ai suoi studenti che sorridono sollevati: il suo posto è ormai quello.

## Riconoscimenti
- Ciak d'oro - 1990

Miglior film
Migliore attore protagonista a Michele Placido
Candidatura a migliore attore non protagonista a Claudio Amendola
Candidatura a migliore sceneggiatura a Sandro Petraglia e Stefano Rulli
Candidatura a migliore sonoro in presa diretta a Tommaso Quattrini
Candidatura a migliore montaggio a Claudio Di Mauro
- Nastro d'argento
  - 1990 – Miglior produttore a Claudio Bonivento
- Montréal World Film Festival
  - 1989 – Special Grand Priz of the Jury a Marco Risi

## Seguito
La pellicola ha avuto un seguito: Ragazzi fuori, del 1990, diretto ancora una volta da Marco Risi.